# Шиня Яманака
Шиня Яманака (山中 伸弥 Yamanaka Shin'ya, роден на 4 септември 1962 г.) е японски Нобелов лауреат през 2012 г. за изследванията му върху стволовите клетки. Той служи като директор на Центъра за плурипотентни стволови клетки и е професор в Института за гранични медицински науки в университета на Киото; заема позиция на старши изследовател в института UCSF в Сан Франциско, Калифорния; професор е по анатомия в Калифорнийския университет на Сан Франциско. Яманака е бивш президент на Международното общество за изследвания на стволови клетки (ISSCR).
През 2010 г. Яманака получава наградата в категория Биомедицина на фондацията BBVA. Също така е лауреат на наградата Волф в областта на медицината през 2011 г. заедно с Рудолф Йениш, а на наградата Технология на хилядолетието през 2012 г. – заедно с Линус Торвалдс. През 2012 Яманака и Джон Гърдън са удостоени с Нобелова награда за откритието, че зрели клетки могат да се превърнат в стволови клетки. През 2013 г. той е награден с $3 млн. грант за пробива си в областта на естествените науки.

## Образование
Яманака е роден в Higashiōsaka, Япония през 1962 година. След като завършва училище Теноджи той следва в университета Осака Киойку и получава магистърска степен от университета в Кобе през 1987, а докторска степен в университета Осака Сити през 1993 година. След това Яманака премина ординатура по ортопедична хирургия в Националната Болница на Осака и сътрудничество (fellowship) в Института по сърдечно-съдови заболявания в Сан Франциско.
След това работи в Института за наука и технология в Нара, Япония. Яманака става професор в Киото университет, където ръководи центъра на iPS изследване и прилагане.

## Професионална кариера
Между 1987 и 1989, Яманака е специализант в ортопедична хирургия в Осака, като на първата си операция той опитва да премахне доброкачествено новообразувания от тялото на приятеля си Сюити Хирата. Тази задача той не успява да завърши и след един час, докато опитен хирург би я извършил за десет минути. Някои от по-възрастни ординатори започват да наричат Яманака „Джаманака“ – игра на думи с японската дума за пречка.
Между 1996 и 1999 Яманака е вече асистент в медицинския факултет на университета Осака Сити и намира себе си в научната лабораторията.
Жена му го съветва да стана практикуващ лекар, но вместо това той кандидатства за пост в Институт за наука и технологии. Яманака счита, че би могъл да се изясни характеристиките на ембрионалните стволови клетки без това да му попречи да работи основната си работа. От 1999 до 2003 година, той е доцент в този институт и започва изследванията, които в крайна сметка му спечелват Нобеловата награда. Той става професор и остава в института в това положение до 2005. Между 2004 и 2010 г., Яманака е професор в Института за погранични медицинските науки. 
През 2006 година той и екипът му създават индуцирани плурипотентни стволови клетки (iPS клетки) от фибробласти на възрастни мишки. IPS-клетки приличат на ембрионалните стволови клетки инвитро - бластоцистите, клетки на ембрион няколко дни след оплождането. Това може да означава, че IPS-клетките са плурипотентни, т.е. те са в състояние да се развият във всички клетъчни линии на човешкия организъм. По-късно Яманака и екипът му създават IPS клетки от фибробласти на възрастен човек.
Ключовата разлика от предишните опити на други екипи в това поле е, че Яманака използва 4 транскрипционни фактора (Sox2, Oct4, Klf4, c-Myc), а не трансфекция на един и същи фактор в експеримента.

## Интерес към спорта
Яманака е практикувал джудо с втори дан черен колан и играе ръгби като студент в университета. Той също има история на бягане на маратонски разстояния. След 20-годишно прекъсване, той участва в първия маратон в Осака през 2011 г. като благотворителен бегач с резултат 4:29:53. Яманака също така участва в други спортни състезания за да събере пари за IPS-изследванията.

## Признание
През 2007 г. Яманака е обявен за „Човек от значение“ от списание Time, а през юни 2010, Яманака е удостоен с наградата Киото за препрограмирането на възрастни клетки на кожата в полипотентни предшественици. През май 2010 г., Яманака получава почетната титла „доктор на науките“ на Училището по медицина на Синайската планина. През септември 2010 г. той е удостоен с награда Балзан за работата си по биология на стволови клетки. Яманака е посочен като един от 15-те основни азиатските учени в регистър от 15 май 2011 г. През юни 2011 г., му е присъдена първа МакЮън награда за иновации; той сподели $100 000 награда Казутоши Такахаши, автор на книга при описанието на получаване на индуцирани плурипотентни стволови клетки. През юни 2012 г. той е удостоен с наградата за технологиина хилядолетието за работата му със стволовите клетки. той споделя 1,2 милиона евро премия с Линус Торвалдс, създателят на ядрото на Linux.

### Нобелова Награда
През октомври 2012 г. Яманака е удостоен с Нобелова награда в областта на физиологията или медицината:
| „ | за откритието, че зрели клетки могат да бъдат препрограмирани и да станат плурипотентни. | “ |

### Стволовите клетки на Яманака
Поред класификацията на Яманака са налице различни видове стволови клетки:
| Видове Клетки        | Характеристики |
| -------------------- | --- |
| Тотипотентни клетки  | Могат да развият до всички други видове клетки, тотипотентноста се запазва в рамките на първите няколко деления на оплодената яйцеклетка                        |
| Плурипотентни клетки | Могат да развият във всички видове клетки, с изключение на тези на амнион и на плацента. Ранните ембриони се състоят предимно от плурипотентни стволови клетки  |
| Мултипотентни клетки | Могат да развият във всяка от близкородствените клетъчни линии, напр. мултипотентните кръвни клетки могат да се трансформират във всички възможни кръвни клетки |

### Произход на стволовите клетки
| Тип                                                       | Плюсове                                                                  | Минуси |
| --------------------------------------------------------- | ------------------------------------------------------------------------ | --- |
| Репликация на соматични ембрионални стволови клетки (ОВЕ) | Няма имунно отхвърляне при автотрансплантация                            | ниска производителност Много необходими човешки яйцеклетки Етичен въпрос: Възможно ли е да се клонира човек    |
| Оплодената яйцеклетка като източник на стволови клетки    | Плурипотентни клетки Цитирани случаи имунно отхвърляне                   | Използват се оплодени яйцеклетки Имунно отхвърляне Онкогенен потенциал (не се използва за клинични изпитвания) |
| Предизвикани плурипотентни стволови клетки (iPS-клетки)   | Неетичност Плурипотентни клетки                                          | Онкогенен потенциал Нарушения на стареенето                                                                    |
| Възрастните стволови клетки                               | Много изследвания Няма имунно отхвърляне Безопасни (клинични проучвания) | Не като потенциал ES клетки                                                                                    |

### Исторически предпоставки и концепции
Преобладаващото мнение в началото на ХХ век е, че зрелите клетки са завинаги заключени в диференцирано състояние и не може да се върне към незрялото състояние на плурипотентни стволови клетки. Мислеше се, че клетъчната диференциация може да бъде само еднопосочен процес. Следователно, недиференцираното яйце и ранните зародишеви клетки могат да се развият само в специализирани клетки. Обаче възрастни стволови клетки с ограничена заряд остават в костния мозък, червата, кожата и т.н. като източник на подмяна и регенерация на тъканите. Фактът, че диференцирани видове клетки имат специфични модели протеини обосновава концепция за необратими епигенетични или генетични промени в основата на еднопосочно клетъчна диференциация. Така че, клетките постепенно стават все по-ограничени в диференцировка и потенциал и в крайна сметка губят плурипотентностите си.
През 1962 г. Джон Гърдън показва, че от ядрото на диференцирани жабешки чревни епителни клетки може да се създаде напълно функционална попова лъжичка чрез трансплантация в енуклеирана яйцеклетка. Гердон използва ядрен трансфер на соматични клетки (SWNTS) като метод за препрограмиране на клетъчната специализацията. Той дойде до заключението, че дори диференцирани соматични клетки има потенциал в ядрата си, който да ги върне към плурипотентността. Това е смяна на парадигмата във времето.

### Актуални концепции
Щиня Яманака доказва, че въвеждането на малка група транскрипционни фактори в диференцирани клетки е достатъчно за да възстанови клетъчната плурипотентност. Яманака се фокусира върху факторите, които са важни за поддържане на плурипотентностите в ембрионални стволови клетки и посочи набор от 24 фактора като кандидати за възстановяване на плурипотентности в соматични клетки. Когато всички 24 гени, кодиращи тези фактори на транскрипцията са въведени в кожни фибробласти се появяват няколко действителни колонии, които са забележително подобни на ES клетки. На второ място са проведени по-нататъшни експерименти с по-малък брой фактори на транскрипция за да се идентифицират ключовите сред тях. Най-накрая се очертават четири ключови фактора – Tus, Oct3/4, Sox2 и Klf4, които са достатъчни за да се превърнат мишите ембрионални и възрастни фибробласти в плурипотентни стволови клетки IPS (предизвикани плурипотентни). IPS клетки могат да бъдат избрани чрез включване на ген в локус Fbx15, който, от своя страна, води до G418 репликация. Яманака и колегите му през 2007 година са били първите, които произвеждат човешки IPS-клетки. Въпреки това, има някои трудности за преодоляване. Първо – много ниска скорост на производство на IPS-клетки, а и фактът, че 4-те транскрипционни фактори е показано, че са онкогенни. Въпреки това, това е наистина фундаментално откритие и отваря съвсем нова област на изследвания.
През юли 2014 избухва скандал по отношение на научните изследвания на Харуко Обока, свързан с Яманака  и стана да се извиняват..

### По-нататъшни изследвания и перспективи за бъдещето
След първоначалното откритие на Яманака са направени още много изследвания и много подобрения в тази област, като:
1. Синтезът на факторите на плурипотентността е подобрен като [[|ретровирусен вектор|ретровирусни вектори]], които са свързват на случаен принцип в генома и предизвикват тумори, са заменени с интегриране на вируси и стабилизирани РНК и протеини.
2. Идентифицирани са транскрипционните фактори, необходими за индукция на плурипотентност в различни видове клетки, включително неврални.
3. Микромолекули на тъканни хормони са изолирани, с което може да замени функцията на транскрипционните фактори.
4. Проведени са експерименти по трансдиференцировка на клетки без преминаване през плурипотентно състояние -
5. екзокринни клетки в ендокринни клетки, фибробласти в миобласти или кардиомиоцити, фибробласти в неврони.
6. Изследва се възможност на заместителна терапия с IPS клетки. Стволовите клетки могат да заменят болни или изгубени клетки в дегенеративни заболявания и те са по-малко склонни към иммунно отхвърляне. Въпреки това съществува опасност, че може да доведе до мутация или други генетични аномалии, които правят метода негоден за клетъчна терапия. Необходима е по-нататъшна работа, за да се гарантира сигурността на пациентите.
7. Използването на IPS-клетки може да промени хода на болестния процес при пациенти с генетични и други нарушения като:

- Амиотрофична латерална склероза, Ретта синдром, гръбначно-мускулна атрофия (AGR), α1-антитрипсинова недостатъчност, фамилна хиперхолестеролемия и гликогеноза тип 1А.
- Сърдечно-съдови заболявания – синдром на Тимъти, леопардов синдром Тип 1 и 2, синдром на удължен QT-интервал
- Болест на Алцхаймер, Спиноцеребеларна атаксия, хорея на Хънтингтън.

Проучванията на Яманака и последователите му 
| „ | ...отварят нова врата пред учените на света, но дългия път от изследвания, надявайки се да се намери истинския потенциал на нашите клетки. | “ |